# Virgílio Guimarães
Virgílio Guimarães de Paula (Belo Horizonte, 5 de setembro de 1949) é um economista e político brasileiro filiado ao PT, partido que ajudou a fundar. Foi vereador em Belo Horizonte entre 1993 e 1996 e deputado federal pelo estado de Minas Gerais entre 1987 e 1991 e entre 1999 e 2011.  Foi candidato a governador de Minas Gerais em 1990, a senador em 1994 e a prefeito de Belo Horizonte em 1985, 1988 e 1996. Após ficar oito anos sem mandatos eletivos voltou a se candidatar nas eleições de 2018, desta vez para deputado estadual, tendo sido eleito com 91.204 votos.